# Fan

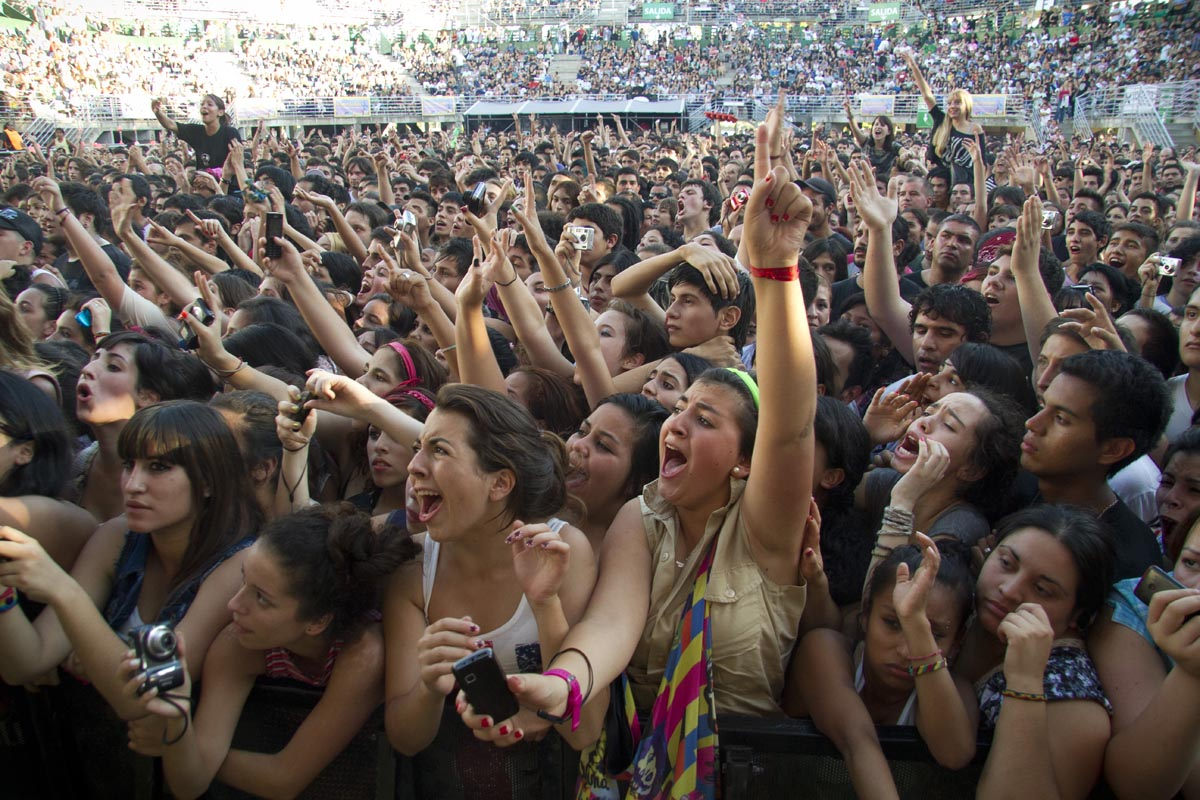
Fani na koncercie w Buenos Aires, Argentyna

Fan – osoba podziwiająca człowieka, grupę ludzi, dzieło sztuki bądź ideę.
Nazwa wywodzi się od zapisu skróconej formy słowa fanatyk. Nie posiada jednak pejoratywnego znaczenia, a nawet ma pozytywny wydźwięk.
Fani określonego zjawiska często organizują się, tworząc tzw. fankluby lub organizują imprezy z tym związane.